# Orlík nad Vltavou
Orlík nad Vltavou è un comune della Repubblica Ceca facente parte del distretto di Písek, in Boemia Meridionale.

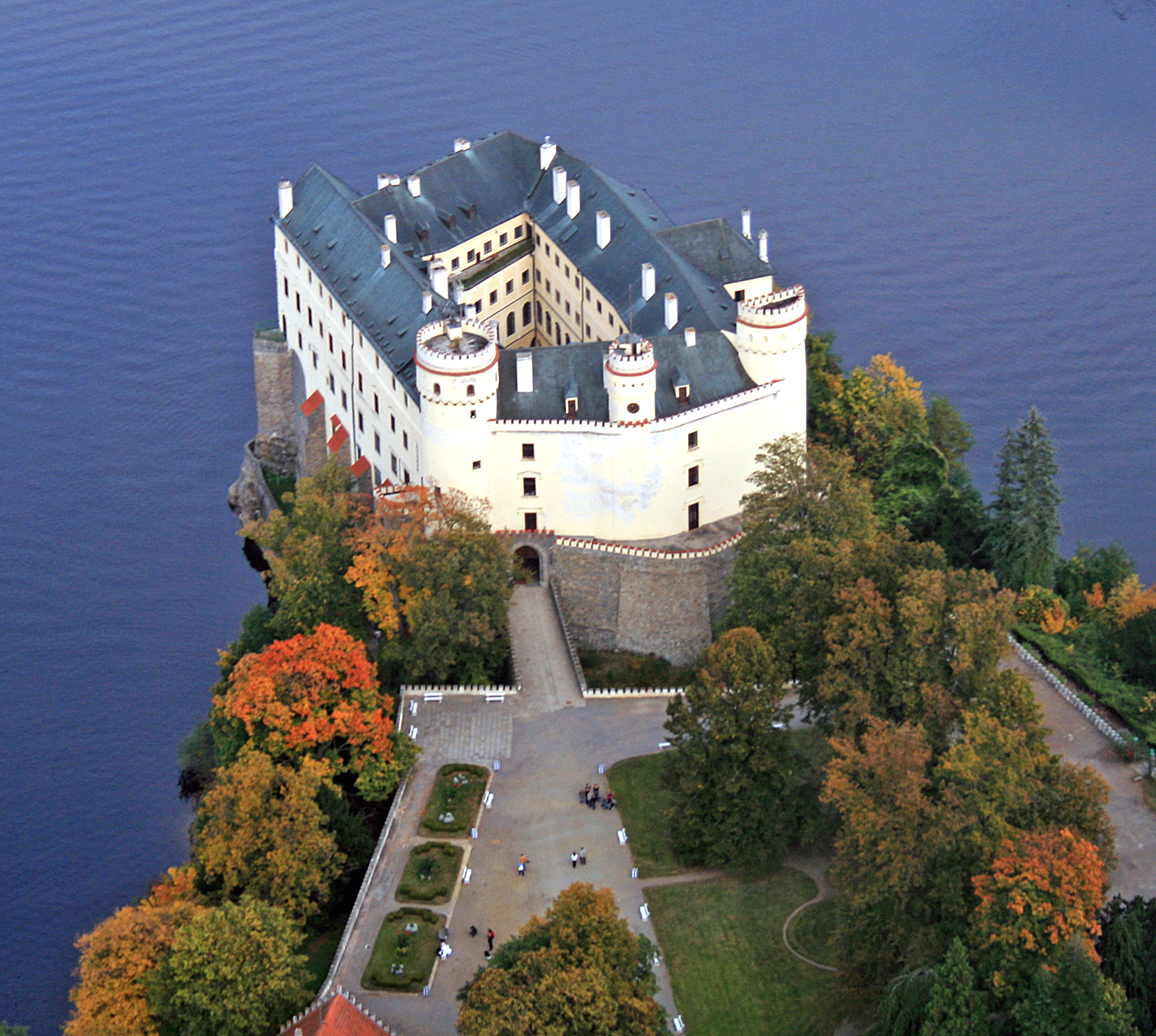
Il castello di Orlík

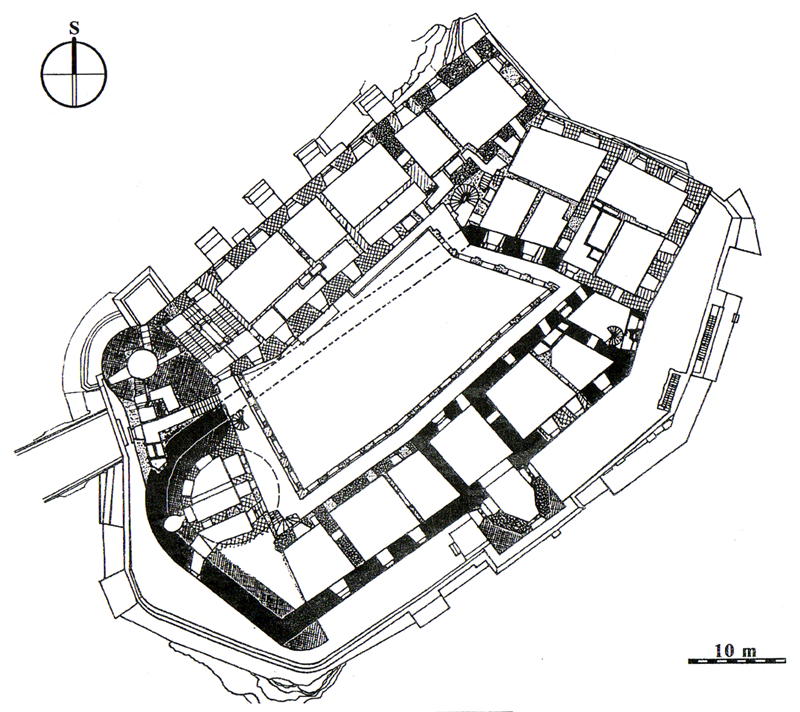
Pianta del castello

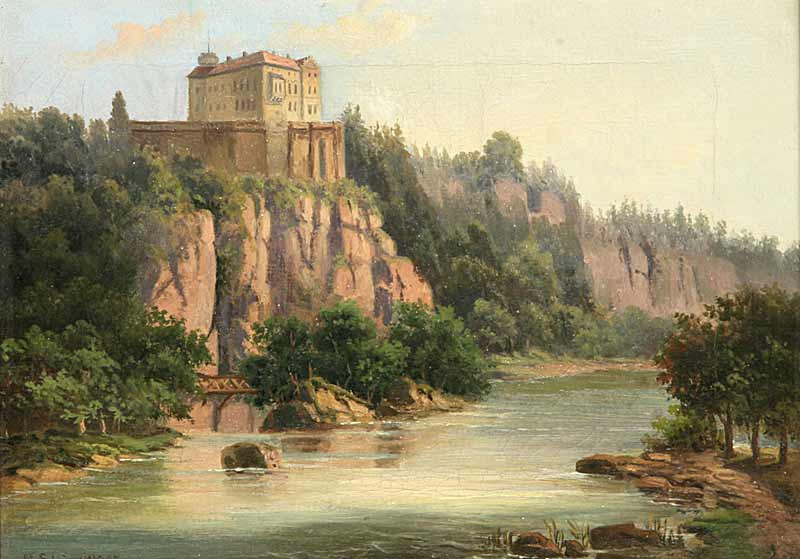
Acquarello di Willi Ströminger che mostra il castello prima della costruzione della diga sul fiume

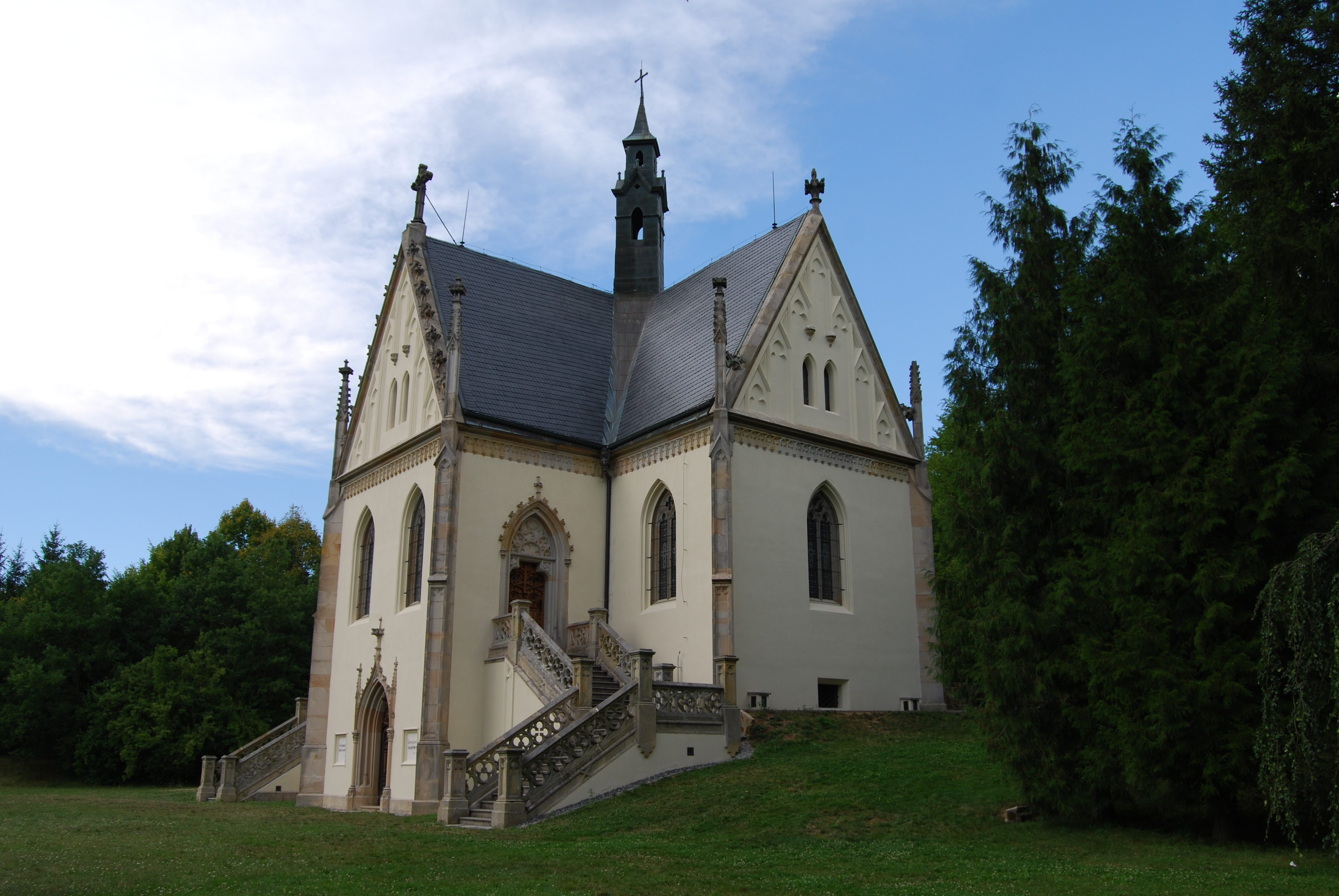
Tomba di famiglia degli Schwarzenberg

## Il castello sulla Moldava
Questa fortezza gotica fu costruita nel XIII secolo su un promontorio sulla riva sinistra della Moldava, che in tempi recenti è stata sbarrata dalla diga di Orlík.
Ampliato già nel XIV secolo, il castello venne ristrutturato negli anni 1407-1422, e nuovamente all'epoca degli Schwanberg, dopo l'incendio del 1508.  Negli anni 1575-1578 venne aggiunto un piano.
Nel 1611 il castello di Orlík venne acquistato dal generale asburgico Baltasar de Marradas.
Nuovi restauri furono effettuati negli anni 1725, 1731 e 1751-1753.
Il castello fu completamente distrutto dal fuoco nel 1802, anno in cui passò a Karl Philipp Schwarzenberg e divenne sede del ramo cadetto della famiglia Schwarzenberg.
Radicali restauri del castello furono eseguiti dall'architetto Bernhard Grueber negli anni 1849-1860, in chiaro stile neogotico.  Durante questi lavori venne aggiunto il terzo piano dell'edificio.
All'interno, è degna di nota soprattutto una sala con uno splendido soffitto intagliato, opera dell'ebanista ceco Jan Teska (1853-1922).
Il castello è stato riconsegnato alla famiglia Schwarzenberg, che vi custodisce una importante collezione di fucili dal XVII al XX secolo.  L'ampio parco, di interesse naturalistico e paesaggistico, custodisce la tomba di famiglia.
L'intero complesso è aperto al pubblico per la visita.